# Euphyia placidaria
Euphyia placidaria är en fjärilsart som beskrevs av Freyer 1851. Euphyia placidaria ingår i släktet Euphyia och familjen mätare. Inga underarter finns listade i Catalogue of Life.